# Ricardo Becher
Ricardo Becher (Buenos Aires, 1930 –  ibídem, 28 de agosto de 2011) fue un director de cine, guionista y periodista argentino.

## Carrera
Dirigió doce películas entre 1955 y 2006. Su película de 1969 Tiro de gracia fue la primera película argentina con una banda sonora grabada por un grupo de rock del país, Manal, además de contar con la actuación de Javier Martínez. Fue inscrita en el 19.º Festival Internacional de Cine de Berlín. 
Trabajó con Leopoldo Torre Nilsson como director asistente en cuatro películas. 
Durante la década de 1970 se dedicó de lleno a la publicidad. En los años 1990 Becher hizo una carrera como profesor de cine y publicó dos novelas. En 2006 se proyectó su última película en el VI BAFICI (Buenos Aires Festival Internacional de Cine Independiente), donde se hizo una retrospectiva de sus películas. Fue fundador de la NED Neo expresionismo digital, una forma de transformar las imágenes de vídeo (imagen Mundo) por los filtros de postproducción en la búsqueda de su esencia. 
Ricardo Becher falleció en 2011 debido a un cuadro de asma y bronquitis a los ochenta y un años de edad.

## Filmografía parcial
Director
- El Gauchito Gil: la sangre inocente (2006)
- Herencia (cortometraje) (1995)
- Allá lejos y hace tiempo (1969)
- Tiro de gracia (1969)
- Racconto (inédita) (1963)
- Crimen (cortometraje) (1962)
- De vuelta a casa (cortometraje) (1961)
- Esto es minería (cortometraje)  (1961)
- Análisis de una feria (cortometraje)  (1955)

Codirector
- The Players vs. Ángeles caídos (1969)

Asistente de director
- Setenta veces siete (1962)
- Homenaje a la hora de la siesta (1962)
- Prisioneros de una noche (1962)
- Piel de verano (1961)
- Un guapo del 900 (1960)

Coguionista
- La entrega (2002)